# Thaumantis cyclops
Thaumantis cyclops är en fjärilsart som beskrevs av Johannes Karl Max Röber 1904. Thaumantis cyclops ingår i släktet Thaumantis och familjen praktfjärilar. Inga underarter finns listade i Catalogue of Life.